# Flossie Page
Flossie Page (12. juni 1893 – 22. februar 2006) var placeret som den 6. ældste person i USA og den 11. ældste i verden på det tidspunkt, hun døde som 112-årig.
Flossie Page arbejdede under 1. verdenskrig i Washington DC i justitsministeriets afdeling for krigs- og forsikringsskader (War Risk and Insurance Department).
Hun blev gift med Fredric William Page i 1926, da hun var 33 år, hvilket på det tidspunkt var sent at blive gift. Han døde i 1967 hvorefter hun levede alene.
Hun mener at hendes lange levetid var et resultat af en moralsk livsførelse og en tilværelse uden medicinering overhovedet.